# Anaïs Vachez
Pour les articles homonymes, voir Vachez.
Anaïs Vachez est une réalisatrice, scénariste, autrice de bande dessinée et de livres jeunesse, productrice et assistante réalisatrice française, née le 4 avril 1985. Elle occupe occasionnellement d'autres fonctions comme le montage.
Elle est principalement connue pour avoir publié la bande dessinée Les Petites Cartes secrètes aux éditions Delcourt et pour avoir réalisé le court-métrage à succès Le Petit Monstre. Elle est également l'une des dirigeantes de Frenchnerd Productions.

## Biographie

### Les débuts
Anaïs Vachez entre au BTS Audiovisuel Jacques Prévert de Boulogne en 2003. Elle y rencontre François Descraques, Slimane-Baptiste Berhoun ou encore Jimmy Tillier, avec qui elle travaillera par la suite sur de futurs projets. Elle rejoint François Descraques dans l'association TNT (That's New Talent) en 2006. Avec l'aide de ce groupe, elle réalise les courts-métrages Mauna mais surtout Il était une fois... qui remporte plusieurs prix dans des festivals de films,,. Elle obtient en 2006 une licence cinéma et audiovisuel à l'université Sorbonne-Nouvelle.

### Frenchnerd
En 2008, Anaïs Vachez participe à la création du collectif Frenchnerd. Elle réalise le clip Wake up du groupe Mix Bizarre et s’investit au fil des années, en tant qu’assistante réalisateur dans la plupart des autres productions de Frenchnerd, telle que la web-série Le Visiteur du futur ou encore Le Guichet, Les Opérateurs, La Théorie des Balls, Rock Macabre, Le Secret des Balls ou Dead Floor.
Lors de la création de Frenchnerd Productions en 2010, elle devient l’une des dirigeantes avec François Descraques, Slimane-Baptiste Berhoun et Thibault Geoffray. Elle réalise plusieurs courts-métrages avec cette production, notamment Le Petit Monstre en 2018 (co-produit par France Télévisions et EndemolShine Beyond), mettant en scène Raphaël Descraques et Aurélia Poirier. Ce dernier est salué par la presse, dépassant en quelques jours le million de vues sur YouTube,, et remportant en 2019 le Prix du meilleur court-métrage au Snoweb Comedy La Toussuire ainsi que le Grand Prix du Festival Bloody Week-end,.

### Les Contes de Nina
En parallèle de Frenchnerd, Anaïs Vachez crée en 2009 le site Les contes de Nina. Elle publie plusieurs dizaines de contes pour enfants ou pour adultes ainsi que des contes animés qu'elle écrit, illustre et anime. Elle choisit les comédiens de Frenchnerd pour être les narrateurs de ces contes animés : Lénie Cherino, Slimane-Baptiste Berhoun, Raphaël Descraques et Isabel Jeannin.
Anaïs Vachez écrit et réalise aussi des courts-métrages en coproduction avec Frenchnerd Productions tel que Little Doll ou La Fille Accordéon qui remportent tous les deux des prix dans les festivals de films.
En plus de toutes ces créations, Anaïs Vachez expérimente également divers formats : des petits documentaires sur des écrivains qui l'ont inspirés (Roald Dahl, Hans Christian Andersen), d'autres sur les coulisses de sa bande dessinée Les Petites Cartes secrètes ou encore une vidéo horrifique intitulée Strange Lady qui se termine en jeu de piste sur internet, pour ceux qui souhaiteraient aller plus loin dans l'aventure.

### Ses livres

#### Les Petites Cartes secrètes
Les Petites Cartes secrètes est une histoire racontée au travers d'une correspondance par cartes postales entre deux enfants séparés après le divorce de leurs parents dans les années 90. Cette histoire a été publiée en 2014 sous la forme d'un blog épistolaire regroupant 150 cartes postales, inspirées de celles qu'Anaïs Vachez écrivait avec son grand frère quand ils étaient petits. Ce dernier a droit en 2018 à une adaptation en bande-dessinée aux Éditions Delcourt. Elle reçoit de bonnes critiques de la presse,, et de nombreux prix en festivals, dont le Prix de la Meilleure BD Jeunesse au Festival de Puteaux,.

#### Les Élèves de l'Ombre
En 2020, Anaïs Vachez sort Les Élèves de l'Ombre, son premier roman publié aux éditions Casterman et qui remporte le prix jeunesse au festival Quais du Polar 2021,,.

#### La Maison Hantée de Nino et Zoé
En 2022, Anaïs Vachez continue sa collaboration avec Casterman Jeunesse et sort son premier roman première lecture, illustré par Nancy Peña. Ce roman contient cinq histoires, à travers lesquelles Nino et Zoé, une grande sœur et son petit frère, découvrent leur nouvelle maison qui regorge de mystères.

#### Mes 1001 Cabanes
En 2023, Anaïs Vachez sort son premier album jeunesse pour les 3-6ans, Mes 1001 Cabanes, illustré par Antonin Faure et édité par Casterman Jeunesse.
Il met en scène un petit garçon et son doudou écureuil qui s’embarquent pour de folles aventures, à la découvertes de cabanes plus extraordinaires les unes que les autres.
Une odyssée dans l'imaginaire des enfants, dans laquelle les cabanes, loin d’être de simples abris pour se protéger du monde extérieur, sont de véritables hublots sur le monde.

### Autres projets
Anaïs Vachez exerce notamment la profession d’assistante réalisatrice sur des longs-métrages (Le Visiteur du Futur, Perfect Baby), séries (Dead Landes, Dark Stories), des courts-métrages (La Femme à cordes), des publicités et des clips. En plus des productions de Frenchnerd, elle travaille sur plusieurs dizaines de vidéos[réf. nécessaire] du Golden Moustache, du Studio Bagel et la web-série Reboot.

## Filmographie
Sauf indication contraire, les informations mentionnées dans cette section peuvent être confirmées par la base de données cinématographiques IMDb,  présente dans la section « Liens externes ».

### Réalisatrice
Courts-métrages
- 2006 : Mauna
- 2008 : Il était une fois...
- 2013 : Little Doll
- 2015 : Strange Lady
- 2017 : La Fille Accordéon
- 2018 : Le Petit Monstre

Courts-métrages d'animation
- 2011 : Le Doudou
- 2011 : L'Enfant qui dormait tout le temps
- 2012 : La Jeune Fille qui se trouvait trop ronde
- 2012 : Le Petit Gaucher
- 2012 : La Petite Fille qui avait une maladie très rare

Documentaires
- 2016 : Sur les traces d'Andersen
- 2016 : Sur les traces de Roald Dahl

Clip vidéo
- 2010 : Wake Up

### Scénariste
Anaïs Vachez est scénariste de toutes ses réalisations.

## Publications
- Les Petites Cartes secrètes, illustré par Cyrielle, éditions Delcourt, 2018, 136 p.  (ISBN 978-2-413-00022-8)
- Les Élèves de l’ombre, éditions Casterman, collection Hanté, N°4, 2020, 122 p.  (ISBN 978-2-203-21964-9)
- La Maison Hantée de Nino et Zoé, illustré par Nancy Peña, éditions Casterman, collection Prem's, 2022, 64p
- Mes 1001 Cabanes, illustré par Antonin Faure, éditions Casterman, collection Casterminouche, 2023, 32p

## Distinctions
- 2008 : Premier prix au Festival Étang d'Arts-Marseille pour Il était une fois...
- 2008 : Prix du Public au Festival Tours Métrages pour Il était une fois... et prix de la meilleure comédienne pour Lénie Cherino
- 2008 : Prix du public au Festival Tout'art'zimut pour Il était une fois...
- 2008 : Prix Jeunesse au Festival Vidéo de Faches Thumesnil pour Il était une fois...
- 2009 : Prix de l'option cinéma au Festival Clap 89 pour Il était une fois...
- 2009 : 1er prix au Festival Ciné, Café et Coccinelle pour Il était une fois...
- 2009 : Mention à l'Ours d'or au Festival des Nations pour Il était une fois...
- 2014 : Prix du Public au Festival Prototype Vidéo pour Little Doll
- 2018 : Prix Jeune au Festival du film merveilleux et imaginaire pour La Fille Accordéon
- 2019 : Prix du meilleur court-métrage au Snoweb Comedy La Toussuire pour Le Petit Monstre[7]
- 2019 : Prix BD "Fun en Bulles !" pour Les Petites Cartes secrètes[23]
- 2019 : Prix de la Meilleure BD Jeunesse au Festival BD de Puteaux pour Les Petites Cartes secrètes[17]
- 2019 : Prix Jeunesse au Festival Au Cœur des Bulles de Montreuil-Bellaye pour Les Petites Cartes secrètes
- 2019 : Grand Prix au Festival Bloody Week-end pour Le Petit Monstre[8],[9]
- 2019 : 2ème place du Prix Latulu pour Les Petites Cartes secrètes[18]
- 2021 : Prix Jeunesse au Festival Quais du Polar pour Les Élèves de l'Ombre[19],[20],[21]
- 2021 : Mention Spéciale Francophonie du Prix Jeunesse Quais du Polar, décernée par l'école française internationale de Zagreb en Croatie, pour Les Élèves de l'Ombre.
- 2021 : Prix de la Fiction au festival Frames pour La Fille Accordéon[24],[25]
- 2021 : White Ravens pour Les Élèves de l'Ombre